# M16 APM
М16 АРМ (англ. Anti-personnel mine M16) — американська протипіхотна виплигуюча осколкова міна кругового ураження.

## Історія створення
Була розроблена на початку 60-тих років XX ст. в США. Її прийняли на озброєння армії і корпусу морської піхоти США в 1965 році. Випускалися три основні модифікації міни — М16, М16А1 і М16А2.
Своє походження вона придбала від німецької вистрибуючої міни SMI-35 часів Другої Світової війни. При спрацьовуванні підривача вогонь полум'я запалює пороховий сповільнювач, який за запальній трубці підпалює вишибний заряд. Останній, викидає на висоту близько 0.6-1.8 метра бойовий снаряд міни. У цей час відбувається горіння порохового сповільнювача. Як тільки полум'я сягає капсуля-детонатора, останній вибухає, викликаючи вибух основного заряду міни. Міна, вибухаючи на рівні 0.6-1.8 метра, вражала осколками навіть бійців, що лежать на землі.
Міна широко застосовувалася американцями у війні у В'єтнамі.

## ТТХ
| Характеристика                           | Значення   |
| ---------------------------------------- | ---------- |
| Матеріал корпусу                         | метал      |
| Маса                                     | 3.5 кг     |
| Маса вибухової речовини (тротил або H2)  | 450 г      |
| Діаметр                                  | 10 см      |
| Висота корпуса                           | 14 см      |
| Радіус ураження                          | до 20 м    |
| Гарантована безпечна відстань            | 183 м      |
| Довжина натяжного датчика цілі           | до 18 м    |
| Діаметр зони дії натискного датчика цілі | 5 см       |
| Температурний діапазон застосування      | −40…+50 °С |
| Основний детонатор                       | М605       |